# مينيتل

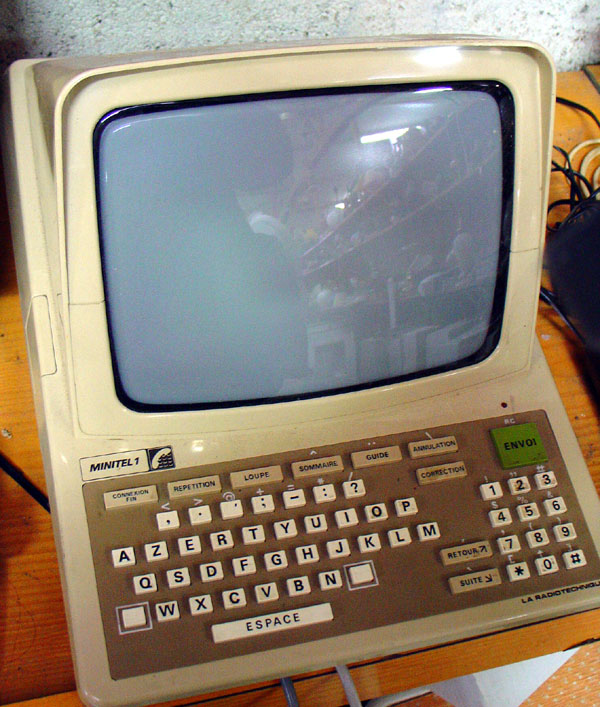
جهازالمستخدم للارتباط بالمينيتل

مينيتل هي خدمة على الخط مبنية على فيديوتكس يمكن الولوج إليها عبر خطوط الهاتف. تعتبر هذه الخدمة من أنجح الخدمات على الخط التي سبقت الويب. تم إطلاقها في فرنسا عام 1982 بواسطة شركة الاتصالات والبريد الفرنسية (بالفرنسية:Poste, Téléphone et Télécommunications) التي قسمت منذ 1991 إلى فرانس تيليكوم ولا بوستيه. مكنت الخدمة مستخدميها من تنفيذ عمليات الشراء، وحجوزات القطارات، الاطلاع على أسهم البورصة، البحث في دليل الهاتف، والدردشة بطريقة مشابهة للدردشة التي تتم الآن عبر الإنترنت.
كانت مينيتل مشروعا مشتركا بين فرانس تيليكوم وبريتش تيليكوم. قبل أن تخصخص الأخيرة، قدمت في بريطانيا خدمة مماثلة، عرفت باسم بريستل. لكن كان الحساب فيها على أساس عدد الصفحات، بدلا من وقت التصفح.